# Cantó de Décines-Charpieu
El cantó de Décines-Charpieu era una divisió administrativa francesa del departament del Roine. Comptava amb 3 municipis i el cap era Décines-Charpieu. Va existir de 1982 a 2015.

## Municipis
- Chassieu
- Décines-Charpieu
- Genas

| Data d'elecció                           | Identitat     | Partit           | Qualitat |
| ---------------------------------------- | ------------- | ---------------- | -------- |
| 1982-2001                                | Pierre Moutin | PS               |          |
| 2001-2008                                | Jacques Paoli | RPR, després UMP |          |
| 2008-2015                                | Jérôme Sturla | PS               |          |
| les dades anteriors no són pas conegudes |               |                  |          |